# Peña Rubia (Híjar)
Peña Rubia es la primera cumbre del sector oriental de la Sierra de Híjar, entre  el Sestil y Cuesta Labra, en España. Con esta última forma la cuenca glaciar de Bucer por el norte, donde nace el arroyo de La Munía, que vierte en el Híjar en las proximidades de la localidad de Mazandrero. En el lado sur hay otra hoya glaciar llamada de Honcamesa, por ser ahí donde nace el río Camesa, importante afluente del Pisuerga.
Peña Rubia forma parte de un sector entre Peña Astia y Cuesta labra de evidente isoaltitud, es decir una "sierra llana" en la que la vertiente meridional presenta cortados de gran desnivel,  lugar propicio para el anidamiento de aves como el Buitre leonado